# Vicugna
Vicugna là một chi động vật có vú trong họ Camelidae, bộ Artiodactyla. Chi này được Lesson miêu tả năm 1842. Loài điển hình của chi này là Camelus vicugna Molina, 1782.
Trước đây chúng được cho là có xuất xứ từ llama, alpaca đã được phân loại lại thuộc Vicugna sau một bài báo công bố việc nghiên cứu DNA alpaca.

## Hình ảnh

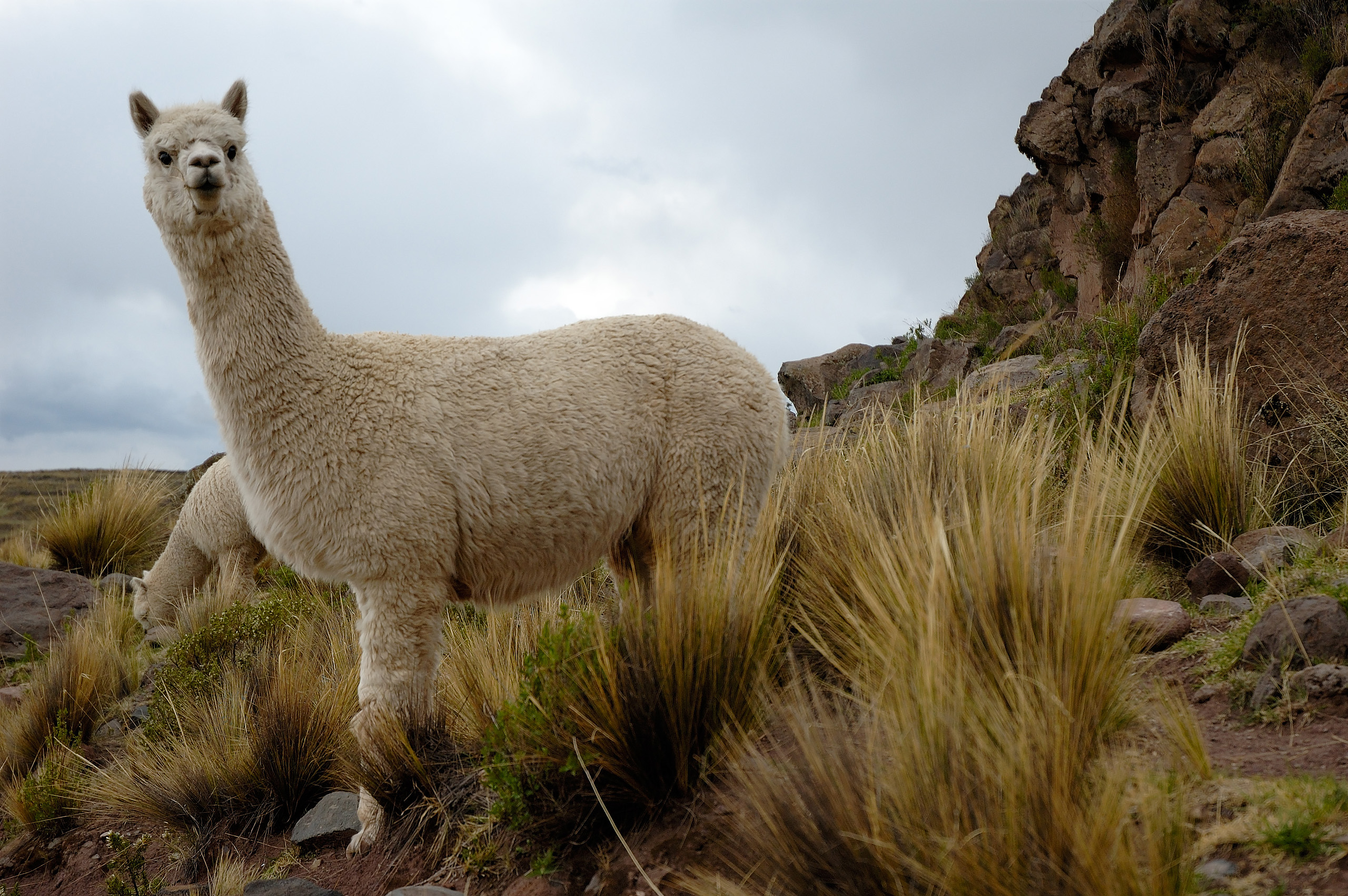
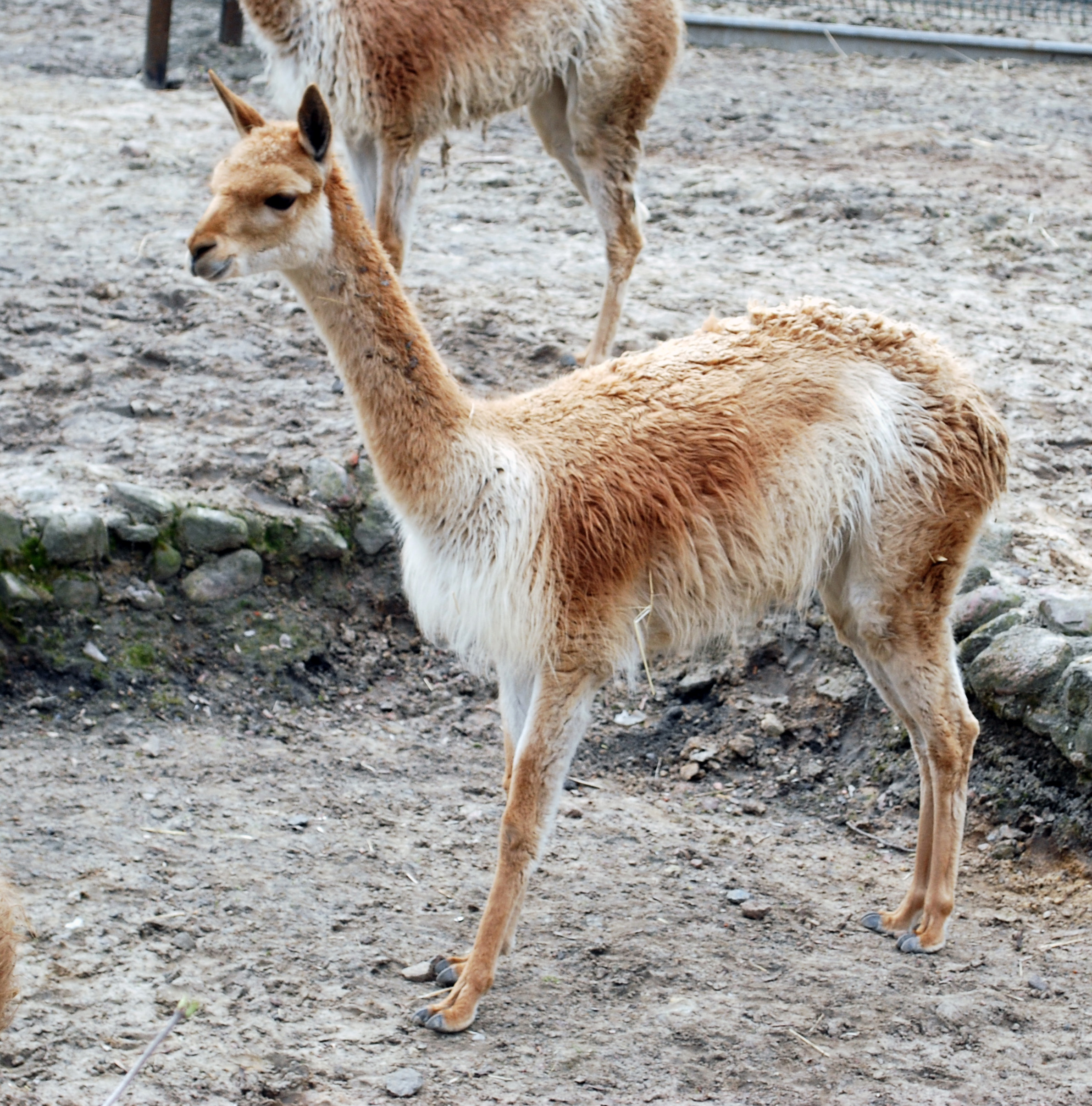
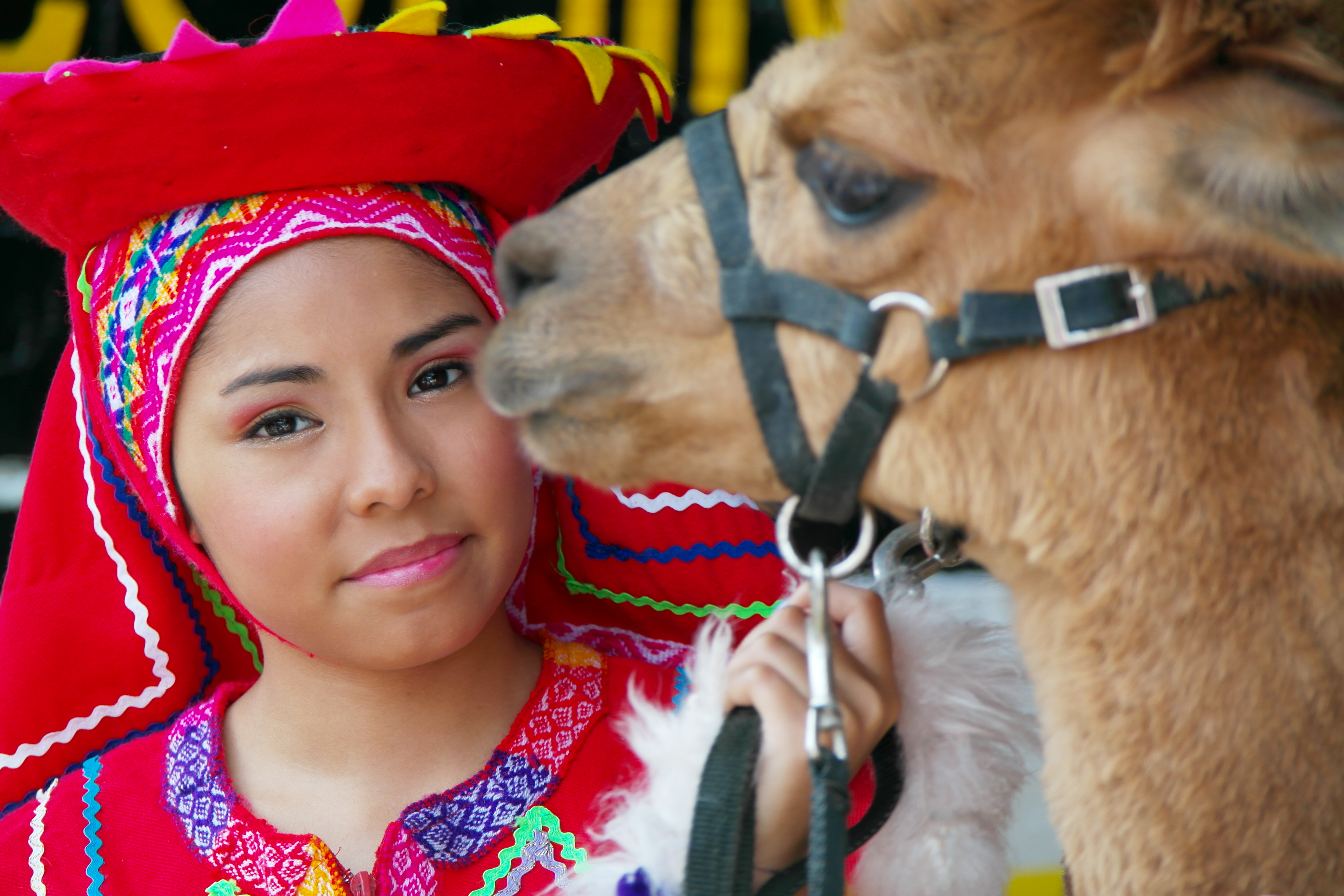
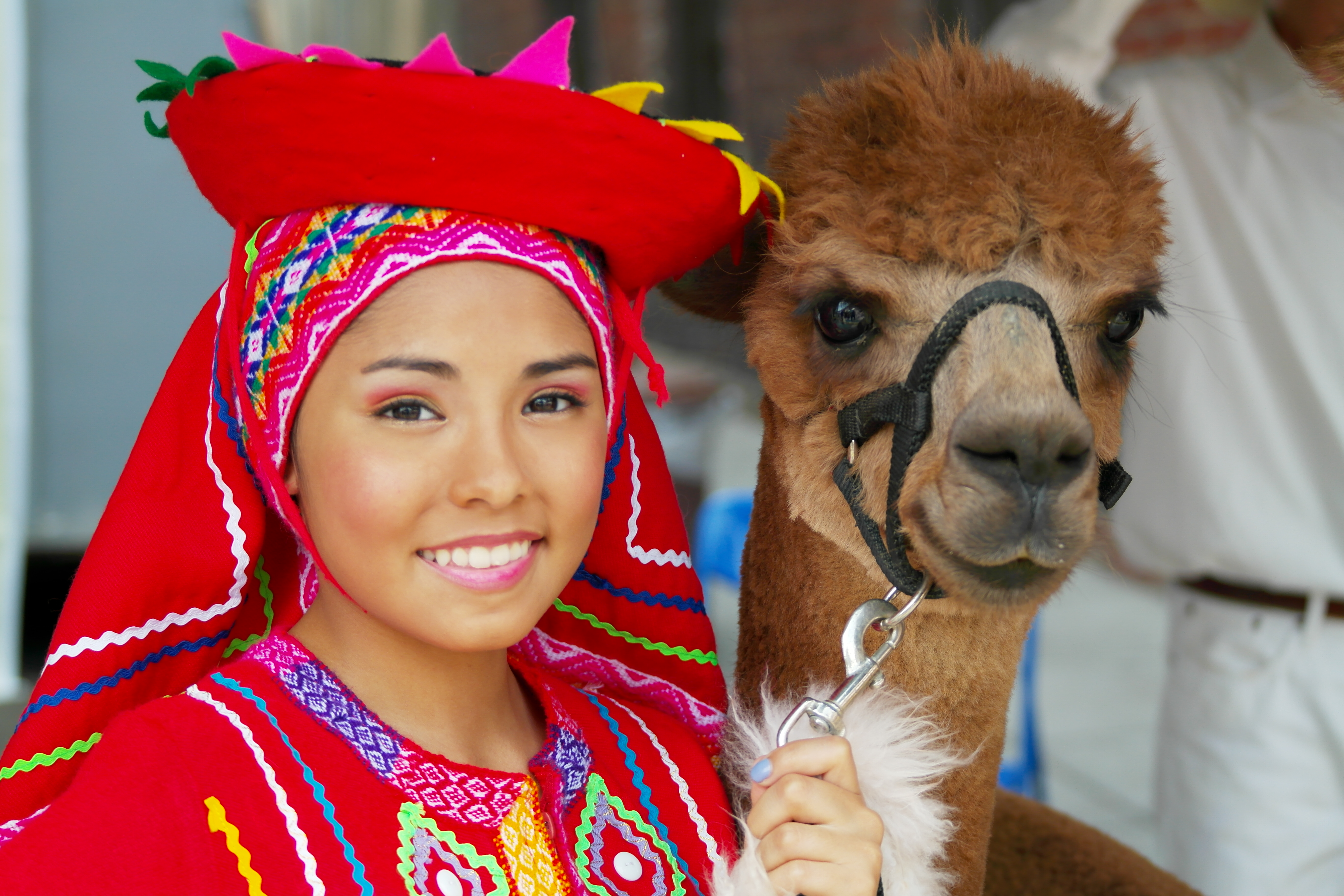

## Các loài
Chi này gồm các loài:
- Vicugna vicugna
- Vicugna pacos